# Jackson (Géorgie)
Pour les articles homonymes, voir Jackson.
La ville américaine de Jackson est le siège du comté de Butts, dans l’État de Géorgie. Lors du recensement de 2000, sa population s’élevait à 3 934 habitants. Jackson a notamment servi pour le tournage de la série de science-fiction horrifique américaine Stranger Things.

## Démographie
| 1880 | 1890 | 1900  | 1910  | 1920  | 1930  |
| ---- | ---- | ----- | ----- | ----- | ----- |
| 212  | 922  | 1 487 | 1 862 | 2 027 | 1 776 |

| 1940  | 1950  | 1960  | 1970  | 1980  | 1990  |
| ----- | ----- | ----- | ----- | ----- | ----- |
| 1 917 | 2 053 | 2 545 | 3 778 | 4 133 | 4 076 |

| 2000  | 2010  | - | - | - | - |
| ----- | ----- | - | - | - | - |
| 3 934 | 5 045 | - | - | - | - |

## Source
- (en) Cet article est partiellement ou en totalité issu de l’article de Wikipédia en anglais intitulé « Jackson, Georgia » (voir la liste des auteurs).